# Rothschildschloss

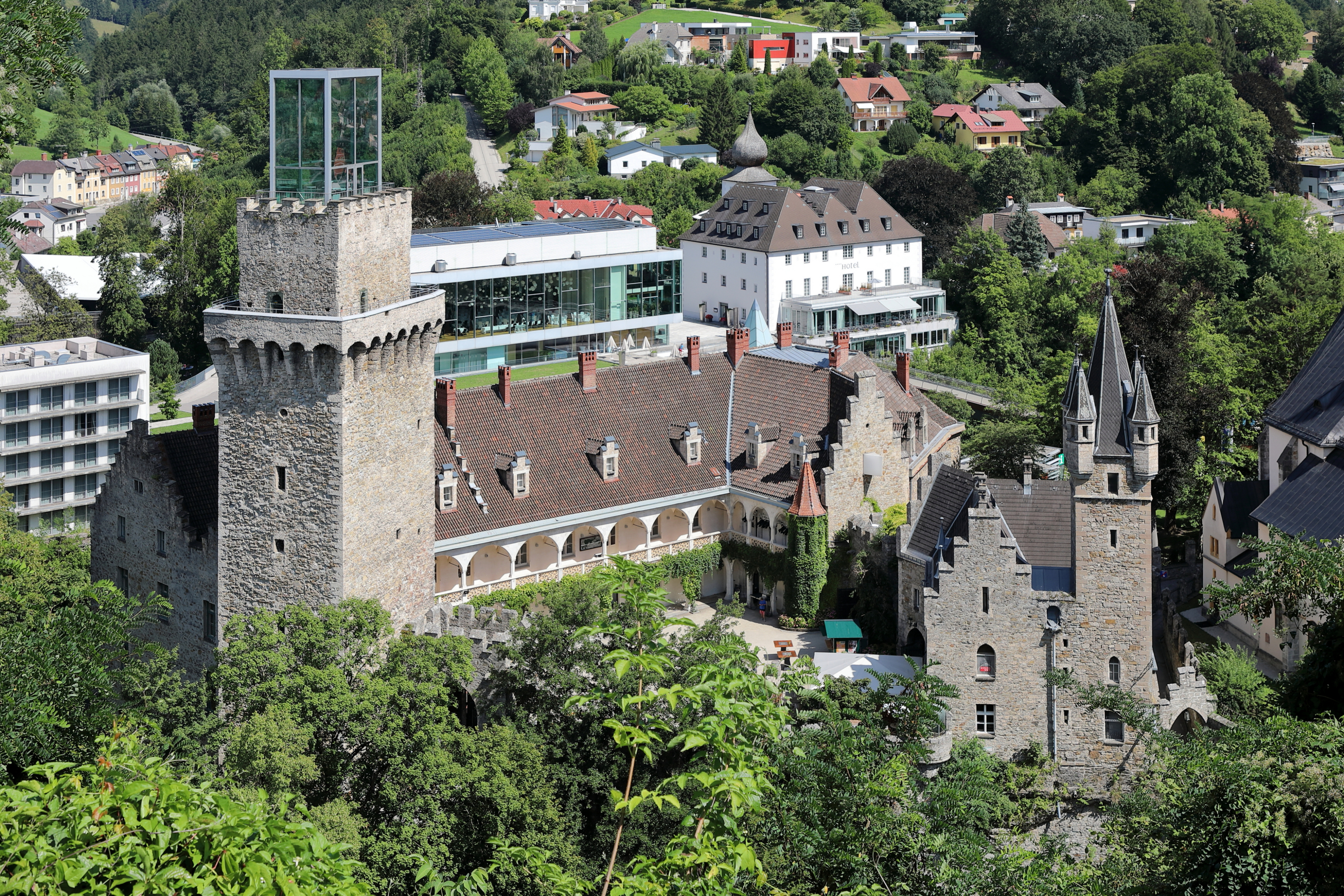
Westansicht des Schloss Rothschild., Waidhofen an der Ybbs

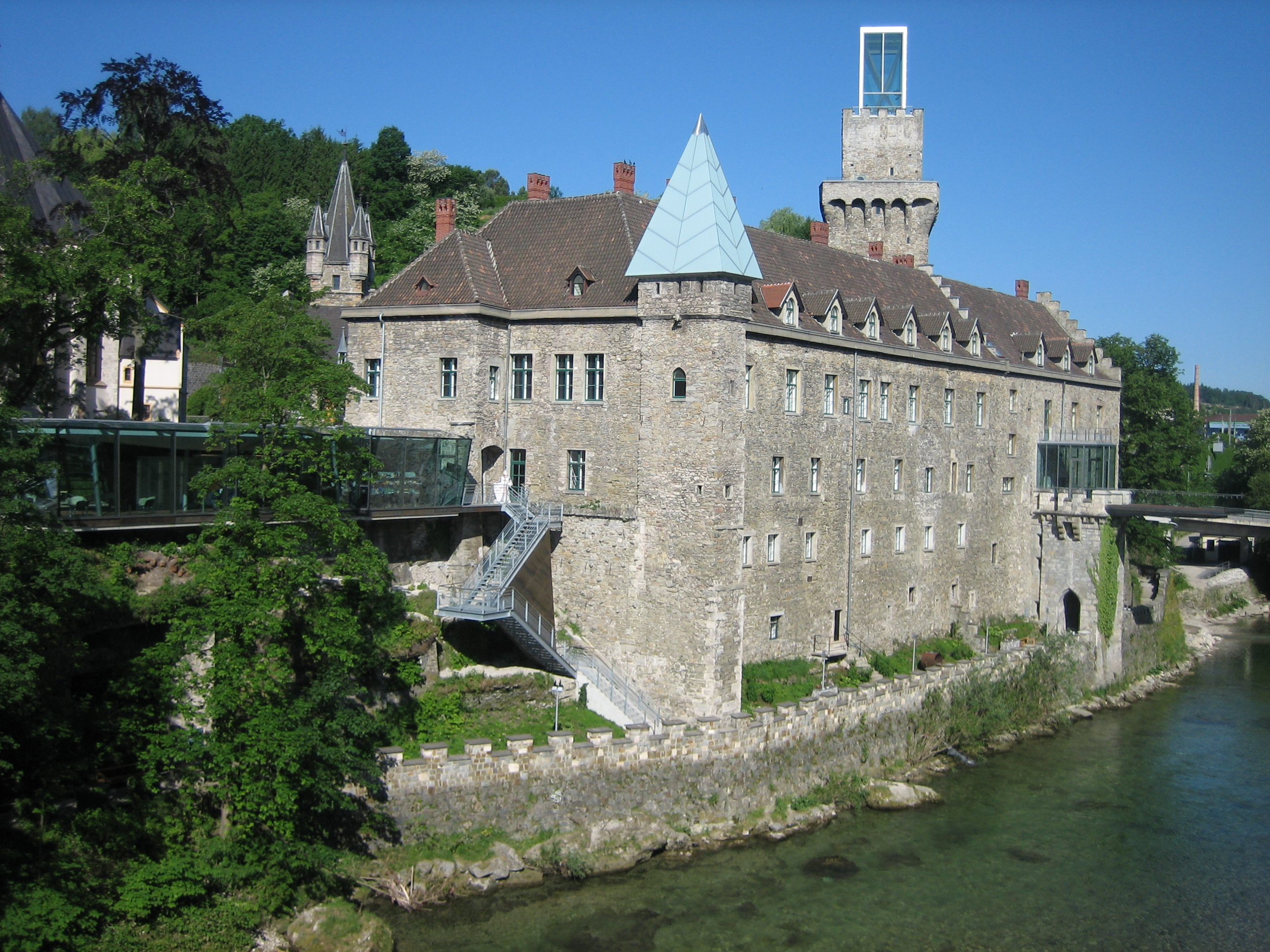
Ybbsseitige Fassade des ehemaligen herrschaftlichen Wohngebäudes

Das Schloss Rothschild oder Schloss Waidhofen liegt in der Stadt Waidhofen an der Ybbs im südwestlichen Niederösterreich. Das Schloss steht unter Denkmalschutz (Listeneintrag).
Die ursprünglich mittelalterliche Burg mit Baukern aus der ersten Hälfte des 13. Jahrhunderts war jahrhundertelang Sitz der freisingischen Pfleger. Der berühmteste Besitzer des Schlosses war Albert Salomon Anselm von Rothschild (1844–1911), der es ab 1875 zum Sitz der Verwaltung seiner ausgedehnten Güter machte. Auf seine Veranlassung hin fand unter Mitwirkung des Wiener Dombaumeisters Friedrich von Schmidt (1825–1891) ein tiefgreifender neugotischer Umbau statt. 
Heute im Besitz der Stadt, wurde das Gebäude bis 2007 einer grundlegenden Renovierung unterzogen, im Rahmen derer durch den Architekten Hans Hollein neue architektonische Akzente gesetzt wurden. Im Jahr 2007 war es neben dem Schloss Sankt Peter in der Au Schauplatz der niederösterreichischen Landesausstellung. Heute beherbergt es neben verschiedenen anderen Einrichtungen der Stadt Waidhofen das, sich der Geschichte der Stadt widmende „5e-Museum“.

## Lage
Schloss Waidhofen liegt auf einem Konglomeratfelsen über dem Fluss Ybbs, im Mündungszwickel zwischen Ybbs und Schwarzbach. Es bildet die Spitze eines spitzwinkeligen Dreiecks, dessen Fläche der historischen, ehemals befestigten Innenstadt von Waidhofen an der Ybbs entspricht. In unmittelbarer Nachbarschaft befindet sich das noch heute durch Mauern und den Turm des ehemaligen Zeughauses befestigte Areal der Stadtpfarrkirche. Diese Gebäude bilden gemeinsam, vor allem wenn man mit der Bahn oder dem PKW von Amstetten kommt, das beeindruckendste Ensemble der Stadt.

## Gebäude

### Äußeres
Der auffälligste Teil des Gebäudes ist der 9-stöckige, 33 m hohe, aus der zweiten Hälfte des 14. Jahrhunderts stammende Bergfried mit auffallendem Umgang im Bereich der Wehrplattform. Aufgesetzt auf das zinnenbekrönte oberste Stockwerk ist ein 2006 errichteter, 9 Meter hoher, verjüngter, quaderförmiger Glasaufbau, der effektvoll beleuchtet werden kann.
Alle Gebäude des Schlosses gruppieren sich um einen pittoresken Innenhof: Am auffälligsten präsentiert sich hofseitig das ehemalige mittelalterliche herrschaftliche Wohngebäude, das mit seinen zwölf Fensterachsen größte Bauwerk des Schlosses. Seine Schaufassade wird durch die vorgelagerten neugotischen Arkaden gebildet, die eigentümlicherweise im Erdgeschoß spitzbogig und im Obergeschoß rundbogig ausgeführt sind. Die Brüstungen des Obergeschoßes weisen zierliches neugotisches Maßwerk auf.
Einen starken Kontrapunkt setzt das gegenüberliegende, zwar wesentlich kleinere, durch seine historisierenden Details aber nicht weniger auffällige neugotische Stöckelgebäude mit angebautem Turm, dessen höchste Spitze von vier kleineren Ecktürmen umgeben ist.
Die beiden im 19. Jahrhundert im Stil der Neugotik errichteten Toranlagen des Schlosses führen Richtung Innenstadt bzw. gegenüberliegend mittels steinener Brücke über den Schwarzbach aus dem ehemals befestigten Stadtareal hinaus.

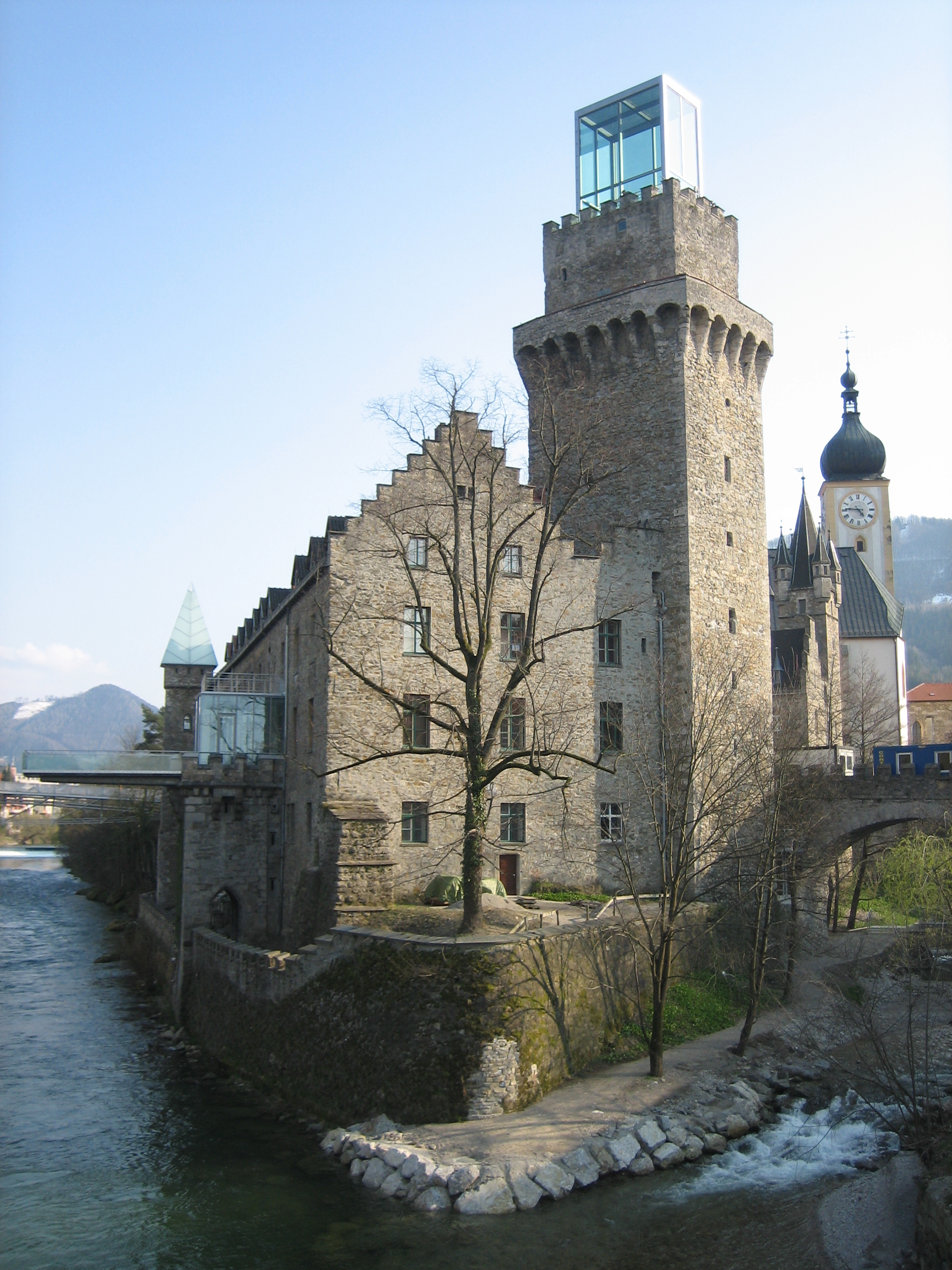
Blick auf das Schloss Rothschild Sichtbar sind Bergfried und Palas (ca. 1380–1410), sowie Metall-Glas-Aufbauten (2006–2007)

Der gewaltige Baukörper des Hauptgebäudes lässt sich am besten vom anderen Ybbsufer aus betrachten, wohin ein Steg führt, der das gegenüberliegende Zeller Schloss (heute Hotel Schloss an der Eisenstraße) mit der Innenstadt verbindet. Da die Außenmauer des Hauptgebäudes bis fast zum Fuße des Felsens hinab reicht, ergibt sich eine Höhe von 5 Stockwerken. Dahinter verbergen sich aber im untersten Geschoß nur sehr schmale Kellerräume, die dem Felsen vorgelagert sind. Deutlich sichtbar, ungefähr im Zentrum der Wand des Hauptgebäudes, ist eine hellere Stelle, an der sich ursprünglich die im 19. Jahrhundert abgestürzte gotische, erkerartig aus der Wand vorkragende Apsis der Schlosskapelle befand. Ybbsseitig springt noch der neugotische Söller ins Auge. Er ist ebenfalls seit 2007 mit einem Glasaufbau versehen, außerdem wurde 2006/2007 eine auffällige, weit über die Ybbs hinausragende, begehbare Verlängerung geschaffen.
Der älteste erhaltene Mauerteil der Burg, aus der ersten Hälfte des 13. Jahrhunderts stammend, befindet sich unterhalb der Oberkante des zweiten Kellergeschoßes im Fundament des schmalen nordostseitigen Eckturms (Ecke Richtung Ybbs und Innenstadt) und auf gleicher Höhe im Mauerwerk der Ostfassade nebenan. Das Dach des mittelalterlichen Eckturms ist nun ebenfalls als auffällige, pyramidenförmige Stahl-Glas-Konstruktion gestaltet. An der innenstadtwärts gelegenen Stirnseite des ehemaligen Palasgebäudes wurde, wiederum aus Stahl und Glas, ein moderner Touristeneingang geschaffen.

### Inneres
Der auffälligste Raum im Inneren des ehemaligen herrschaftlichen Wohngebäudes ist der 2006/2007 geschaffene multifunktionelle Veranstaltungsraum – Kristallsaal genannt –, der sich über zwei Stockwerke vom Obergeschoß bis zum Dach erstreckt.
Die einzigen Reste der mittelalterlichen Innenausstattung sind ein Gurtbogen und ein Teil eines Kreuzrippengewölbes im Erdgeschoß, beides Reste der kleinen gotischen Burgkapelle, deren größerer vorderer Teil, ein erkerartiger Vorbau, in der ersten Hälfte des 19. Jahrhunderts ins Flussbett der Ybbs abgestürzt ist. Vorhanden sind an Ort und Stelle auch noch verschiedene Freskenreste die 1878 freigelegt wurden: An den ehemaligen Kapellenwänden sind mehrere Weihekreuze sichtbar. Die kunsthistorisch interessantesten Funde stammen aus einer etwas jüngeren Schicht, aus der zweiten Hälfte des 14. Jahrhunderts und sind am Gurtbogen situiert. Diese hochwertigen Abbildungen von Heiligen, Kirchenvätern und musizierenden Engeln sind am ehesten das Werk eines oberitalienischen Künstlers. Die besterhaltenen Teile wurden 1922 abgenommen und an einem gleichartig gestalteten, aber neuerrichtete Bogen, den man am Beginn des mittleren Stiegenaufganges durchschreitet, angebracht.
Auch vom neugotisch-romantisierenden Umbau sind im Schloss nur mehr Reste vorhanden: So ist im Erdgeschoß noch in drei Räumen das rothschildsche Ambiente durch die erhaltene Gestaltung der Wände und Stuckdecken erfahrbar. Einer der Räume wird in Zukunft den Trauungssaal der Stadt beherbergen. Prachtstück ist ein prunkvoller Marmorkamin der französischen Spätrenaissance. Ein repräsentativer hölzerner Stiegenaufgang stammt aus der Zeit des Historismus. Der schönste Raum ist sicherlich der kleine, aber exquisit gestaltete ehemalige Arbeitsraum des Barons.
Das Hauptgebäude beherbergt das „5e-Museum“: Durch Erarbeitung der Themenkreise Feuer, Erde, Wasser, Holz und Metall wird die Geschichte der Stadt erfahrbar gemacht. Weiters im Schloss situiert sind die Bücherei, die Eisenstraßenbibliothek, das Stadtarchiv, das Tourismusbüro und Räumlichkeiten für Mittelalterevents.

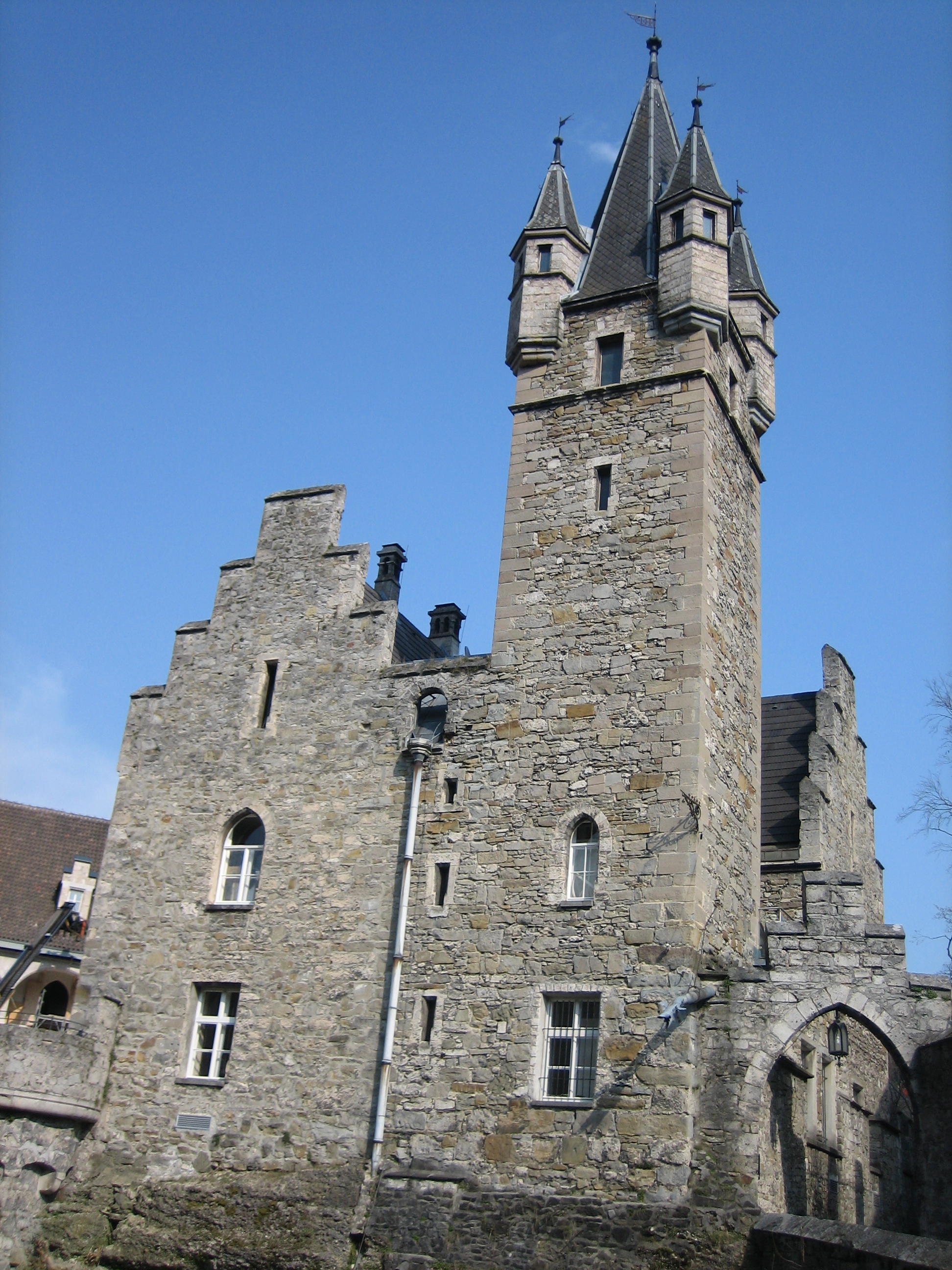
Neugotisches Stöckelgebäude mit Turm (1885–1890)

Sehenswert ist auch das Innere des Bergfrieds, der in einem Zug in zweischaliger Bauweise ausgeführt wurde. Zwischen den beiden Wänden befindet sich der mittelalterliche Treppenaufgang, der ursprünglich nur innenhofseitig über einen hochgelegenen Eingang erreicht werden konnte. Heute betritt man den Turm schon auf Höhe des Erdgeschoßes und ersteigt die unteren Stockwerke über eine im Zentrum des Bergfriedes verlaufende neugotische Treppenanlage. Die 9 Stockwerke sind durch gut erhaltene Gewölbe unterteilt, die im Gegensatz zu den Wänden des Turms, um Gewicht zu sparen, aus leichtem Tuffstein errichtet wurden. Als Kuriosum sei noch der Heizkessel im ersten Stock erwähnt: Zu diesem musste das Wasser von Dienern nach oben getragen werden, um die Wasserversorgung eines Bades im Obergeschoß des angrenzenden Hauptgebäudes zu bewerkstelligen. Im Bergfried wird eine kleine Ausstellung zur Dokumentation der Schlossgeschichte gezeigt. Einen Höhepunkt eines Rundganges durchs Schloss bildet wohl der Aufenthalt im Inneren des Glasaufbaues an der Spitze des Bergfrieds mit Aussicht auf die Innenstadt Waidhofens.
Im Inneren des Stöckelgebäudes ist ein Restaurant untergebracht.

## Geschichte

### Erbaut während der Herrschaft der Peilsteiner
Es wird heute angenommen, dass die Burg Waidhofen mit zugehörigem Marktflecken eine Gründung der Peilsteiner Grafen ist. Diese waren als Vögte die Vasallen der Bischöfe von Freising, hatten aber auch in anderen Teilen des heutigen Niederösterreichs beträchtlichen Grundbesitz und verfolgten offenbar eine bewusste Politik zur Steigerung ihrer wirtschaftlichen und politischen Macht. Vor allem um die heute nicht mehr existierende Burg Konradsheim, die damals weit größere Bedeutung hatte (sie lag ca. 4 km vom heutigen Stadtzentrum entfernt), entbrannte zwischen Vögten und Bischöfen von 1190 bis 1218 ein mehrere Generationen umspannender komplexer Rechtsstreit über die Besitzverhältnisse. Eine diesbezügliche Notiz aus dem Beginn des 13. Jahrhunderts, in der neben der Burg Konradsheim noch „eine andere“ genannt wird, ist vermutlich die älteste schriftliche Quelle zur Burg Waidhofen. Auch die ältesten Mauerteile stammen aus der ersten Hälfte des 13. Jahrhunderts. Beendet wurde die Auseinandersetzung übrigens erst als die Nachfolger der Peilsteiner Grafen ausstarben und so endgültig der Besitz an Freising fiel, wo man beschloss, diesen in Hinkunft keinen Vögten mehr anzuvertrauen. Erwähnung finden sollte allerdings auch der von manchen Forschern vertretene Hinweis auf die einseitige Quellenlage bezüglich dieser Geschehnisse: Nur Urkunden, die vom Bistum Freising bewahrt wurden, stehen zur Verfügen und entsprechend der politischen Interessenlage belegen diese selbstverständlich die freisingischen Gebietsansprüche.

### Freisingisch bischöflicher Amtssitz
Die in der zweiten Hälfte des 13. Jahrhunderts, wohl wegen der stetig wachsenden Ansiedlung, steigende Bedeutung der Burg Waidhofen lässt sich an den oftmaligen Besuchen der Freisinger Bischöfe ablesen. Sie stellten hier 1264, 1277, 1279, 1283, 1296, 1310 und 1312 Urkunden aus. Für die Burg Konradsheim gibt es solche Belege nicht.
Interessante Einblicke in die Ausstattung einer mittelalterlichen Burg geben zwei Inventarlisten aus 1313 und 1316, wo sich unter anderem finden:
Armbrüste, Pfeile, Lanzen, Brustpanzer, Helme, Eisenhandschuhe, ein Pulversieb, Bärenspieße, Angelhaken, Falkenhauben, Sättel und Zäume für Kriegspferde, 6 eiserne Schüsseln, 46 Kannen, 4 Bratpfannen, 4 kupferne Becken, Flaschen aus Eisen, Kupfer und Zinn, ein eisener Leuchter, ein zusammenlegbarer Tisch, ein bischöflicher Armsessel, drei Tischtücher, 18 Handtücher, Pölster, Bettsack, Federkissen, 2 Nachttöpfe, Tischlerwerkzeug, Schnitzwerkzeug, Stricke, Amboss, eisener Knüppel, eisene Nägel, zwei Pfauenwedel, einen großen und einen kleinen Würfel, der Stuhl des Laurin, zwei Waagen: eine mit Wiener, eine mit Kölner Gewichten.
Aus demselben Jahrzehnt gibt es Verzeichnisse, die darüber Auskunft geben, dass sich in der Burg beträchtliche Geldsummen und mehr als hundert Urkunden und Privilegien der Bischöfe befanden.
Auch über die Burgbesatzung des 14. Jahrhunderts sind wir durch einen erhaltenen Rechenschaftsbericht des Burgverwalters informiert: So lebten auf der Burg die Familie des Pflegers, der die Amtsgeschäfte der Herrschaft zu führen hatte, die Familie des Kastners, der die Abgaben der Bevölkerung einhob, ein Jäger, ein Türmer, ein Torwärter und zwei Wächter.
Über Größe und Aussehen der Burg lässt sich aufgrund der geringen Reste aus dem 13. Jahrhundert nichts Sicheres sagen. Der damalige Palas lag jedenfalls im Bereich der stadtseitigen (östlichen) Hälfte des heutigen Hauptgebäudes. Für den Beginn des 14. Jahrhunderts sind kleinere Umbauten mittels Bauabrechnungen belegt. Zum großen Ausbau der Burg kam es in der zweiten Hälfte des 14. Jahrhunderts, vermutlich weil ab 1365 der Amtssitz der Herrschaft Freising auch offiziell in die Burg Waidhofen verlegt wurde. Anlass war die Zerstörung der Burg Konradsheim im Rahmen eines Konfliktes mit dem Landesherrn Herzog Rudolf IV. Es bestand sogar die Erlaubnis diese wiederaufzubauen, was aber bezeichnenderweise nie geschah. Die Baumaßnahmen in der Burg Waidhofen umfassten die Errichtung des Bergfriedes und die Verlängerung des Palasgebäudes bis zum Bergfried (die Grenze zwischen den beiden verschieden alten Gebäudeteilen des Palas ist noch heute durch den Treppengiebel, der das Dach überragt, leicht erkennbar). Die Errichtung der gotischen Burgkapelle mit ihren kunsthistorisch wertvollen Fresken fällt ebenfalls in diesen Zeitraum. Eine erste Kapelle ist aber schon 1316 erwähnt.
Die freisingische Bischofschronik nennt den berühmten Freisinger Bischof Berthold von Wehingen (Bischof von 1381 bis 1410) als Erbauer des Bergfrieds und Vergrößerer des Schlosses, der durch seine gleichzeitige Tätigkeit als Kanzler der österreichischen Herzöge die freisingischen Besitzungen in Niederösterreich entscheidend fördern konnte. Ob der gesamte Ausbau der Anlage tatsächlich ihm zuzuschreiben ist, erscheint aber fraglich, belegt jedoch sind mindestens drei Aufenthalte im Schloss.
Der große Stadtbrand des Jahres 1515 zerstörte neben der Burg auch die Kirche und die gesamte Obere Stadt. Am Karsamstag 1571 löste der bischöfliche Fischer mit einem Schuss auf Dohlen einen Brand aus, der ebenfalls die Burg und große Teile der Stadt in Schutt und Asche legte. So kam es in dieser Zeit zu umfangreichen Renovierungen und einigen Veränderungen an den Schlossgebäuden. Ab dem 15. Jahrhundert wurde die Burg Waidhofen als „Schloss“ bezeichnet.

### Das Martyrium des Stadtschreibers Wolf Ebenperger
In Waidhofen wurde die Gegenreformation mit aller Härte durchgesetzt: Neben der Entmachtung des zur Gänze protestantisch gewordenen Stadtrates (1587) wurde, wohl um ein Exempel zu statuieren, der Stadtschreiber Wolf Ebenperger, Führer der protestantischen Gemeinde, lebenslang im Verlies des Bergfrieds eingekerkert. Sein Pech war, dass gerade sein persönlicher Feind und langjähriger, erbitterter Gegner, der Pfleger Christoph Murhammer, der Verwalter des freisingischen Grundherren, über ihn zu wachen hatte.
Erschütternd berichten uns seine wiederholten Bittgesuche von den unmenschlichen Bedingungen seiner Haft: Ohne jemals die Kleidung wechseln zu dürfen, lag er sommers wie winters im finsteren Loch. Er berichtet von Ungeziefer und von der eingeschränkten Bewegungsfreiheit durch die niemals abgenommenen Fußfesseln. Wiederholt bat er um Medizin, da er aufgrund eines Nierensteinleidens unter zermürbenden Schmerzen litt. Er durfte mit niemandem reden, auch nicht mit den Schreibern des Pflegers, die ihm täglich das Essen brachten. Als er einmal versuchte durch ein Fenster mit Vorbeigehenden zu kommunizieren, wurde ihm für den Wiederholungsfall mit dem Anketten an die Wand gedroht. Im sehr kurzen letzten Brief schreibt er, dass die Kälte so groß sei, dass er kaum mehr schreiben könne. Er verstarb innerhalb von zwei Jahren vermutlich im Mai 1589 oder kurz danach, das genaue Todesdatum wurde nicht bekanntgegeben.

### Verfall
Aufgrund von Schulden des freisingischen Domkapitels entschied man sich 1796 zur Verpachtung der Herrschaft Waidhofen an Johann Josef Graf von Stielbar. Dies erwies sich aber als Fehlschlag und wurde schon zwei Jahre später wieder rückgängig gemacht. Danach erfolgte die Verwaltung der Herrschaft Waidhofen von der ebenfalls freisingischen Herrschaft Ulmerfeld aus. 1802 wurde das Hochstift Freising durch den bayrischen Staat säkularisiert, womit auch die Herrschaft der Freisinger in Waidhofen endete (was 1803 durch den Reichsdeputations-Hauptschluss, der alle geistlichen Fürstentümer des Heiligen Römischen Reiches Deutscher Nation aufhob, bestätigt wurde). Erst 1806 wurde endgültig geregelt, dass alle in Österreich gelegenen Teile der geistlichen Güter an den österreichischen Staat fielen. Von diesen Turbulenzen merkte man im Schloss selbst wohl nicht viel: Der letzte freisingische Pfleger wurde praktischerweise der erste österreichische Verwalter.

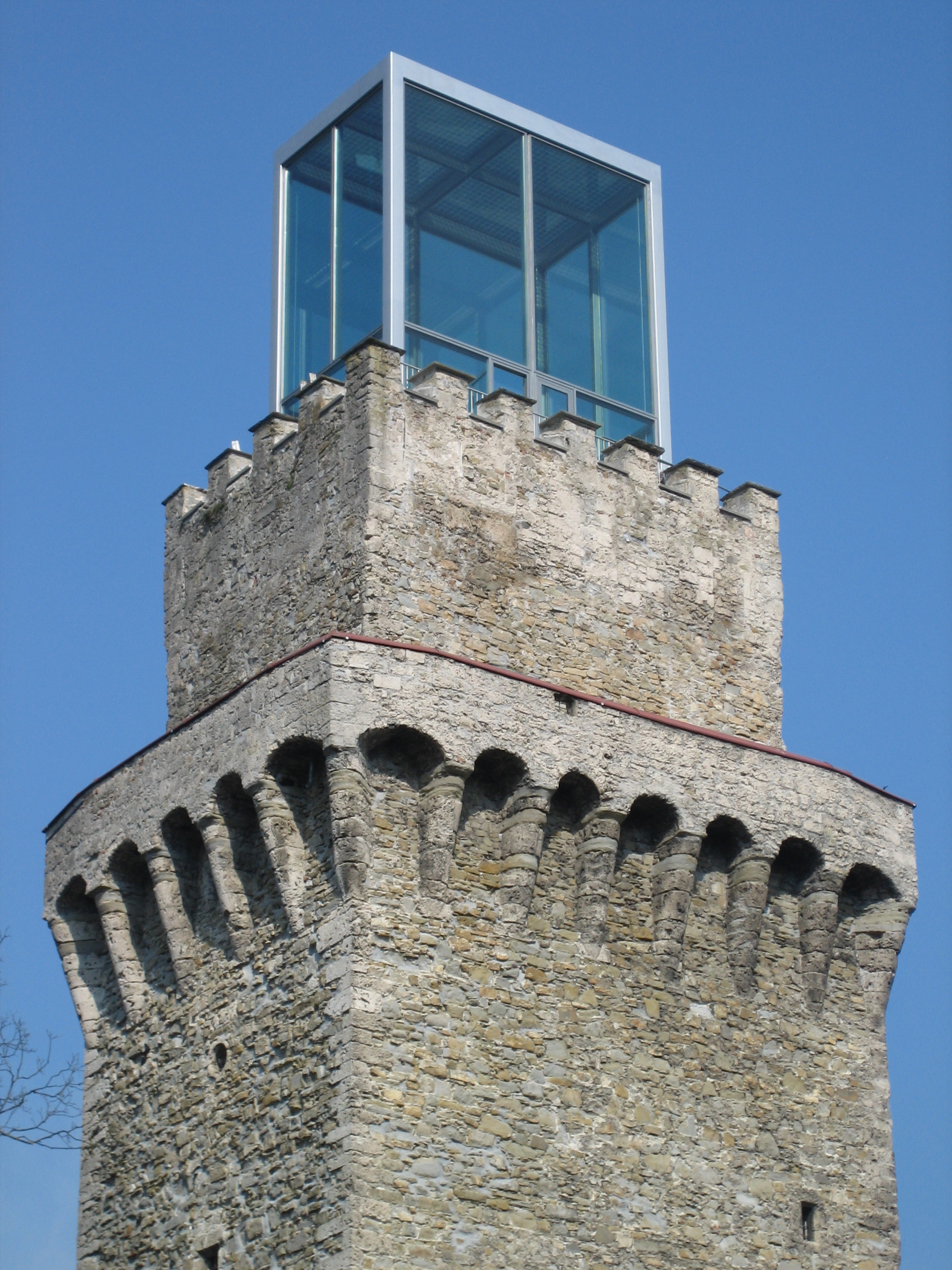
Bergfried errichtet ca. 1380–1410. Metall-Glas-Konstruktion von 2006

1822 war das Schloss in dermaßen schlechtem Zustand, dass die Herrschaftskanzlei in die Stadt verlegt werden musste. Vermutet wird, dass um diese Zeit die Apsis der Schlosskapelle abstürzte und so größere Teile der ybbsseitigen Wand des Hauptgebäudes instabil wurden, genaue Aufzeichnungen fehlen jedoch. Ab 1840 wurden die dringendsten Schäden behoben und die Herrschaftskanzlei kehrte zurück. So wurde erstmals die Brücke über den Schwarzbach aus Stein gemauert und die einsturzgefährdeten Gebäude an der Schwarzbachseite völlig neu errichtet. 1848 wurde der Stadtgraben zwischen Kirche und Schloss zugeschüttet. Ab 1850 zog für einige Jahre außerdem das Bezirkskollegiatsgericht und das Steueramt ein.
Aber schon ab 1864 hatte man keine rechte Verwendung mehr für das Gebäude. Es wurde mitsamt der Herrschaft an die Staatsbank verpfändet und noch im selben Jahr an Privatinvestoren verkauft. In den Folgejahren wechselten bis 1875 die Besitzer viermal: 1864: Hermann Mayer Löwy aus Fürth in Bayern, 1865: Holzhändlergesellschaft Gebrüder Götz in Straßburg, 1869: Aktiengesellschaft für Forstindustrie in Wien.
Zu einer nachhaltigen Veränderung des äußeren Erscheinungsbildes des Schlosses kam es 1868, als beschlossen wurde, das ein Jahr zuvor eingestürzte pyramidenförmige Dach des Bergfrieds nicht mehr in Stand zu setzen. Stattdessen wurde, um das Aussehen des Turmes zu verbessern, die nun erstmals sichtbare oberste Plattform um ca. 3 m erhöht und mit Zinnen versehen.

### Rothschildsche Gutsverwaltung
1875 wurde das Waidhofner Schloss vom mächtigen österreichischen Bankier Albert Salomon Anselm Freiherr von Rothschild (1844–1911) gleichzeitig mit den ehemaligen Herrschaften Waidhofen an der Ybbs, Gaming und Enzersfeld um 2,9 Millionen Gulden gekauft. Er wurde damit zum größten Landbesitzer (31.000 ha) in Niederösterreich. Im Schloss beabsichtigte er die Gutsverwaltung seiner Domänen im Ybbstal einzurichten.
Der neugotische Umbau begann 1881, wurde kurzfristig eingestellt, ab 1885 wieder aufgenommen und 1890 beendet. Ab 1887 wirkte der Erbauer des Wiener Rathauses und Wiener Dombaumeister Friedrich von Schmidt (1825–1891) am Umbau mit. Von ihm stammen die Entwürfe zu den Hofarkaden und dem Stöckelgebäude, die das Hauptinteresse Rothschilds bildeten. Da es der Bevölkerung seit längerem gestattet war, das Schloss als Durchgang zu nutzen, ließ Baron Rothschild, um diesen Durchgang sperren zu dürfen, auf eigene Kosten als Verlängerung des schon seit einigen Jahrzehnten zugeschütteten Grabens zwischen Schloss und Kirche eine zusätzliche Brücke über den Schwarzbach errichten.
Das Innere des Schlosses wurde standesgemäß mit einer hochwertigen historistisch-romantisierenden Inneneinrichtung versehen. Die Repräsentationsräume waren im Untergeschoß und der Privatbereich im Obergeschoß situiert. Daneben war aber noch Platz für Haushaltsführung, Lagerräume und Verwaltungsbüros des Forstbesitzes. Erwähnt sei noch die im Stöckelgebäude untergebrachte Dunkelkammer (der Baron und seine Kinder waren passionierte Fotografen) und das Raucherzimmer im Turm des Stöckelgebäudes (der trotzdem paradoxerweise als Frauenturm bezeichnet wurde).
Nach dem Tode Albert Rothschilds 1911 (damals der reichste Mann Europas) übernahm sein Sohn Louis Nathaniel Freiherr von Rothschild (1882–1955), Präsident der Creditanstalt und einer der einflussreichsten Männer der Monarchie, die Besitzungen. Er ließ die Innenausstattung in den Privaträumen des Obergeschoßes im Louise-Francais-Stil mit charakteristischen weißen Möbeln von de Cour (Paris) umgestalten. 1938 wurde er von der SS verhaftet. Für seine Ausreise erpresste man ein enormes Lösegeld, Schloss und Landbesitz wurden enteignet und gingen in Staatsbesitz (Reichsforstmeister) über.

### Vom Zweiten Weltkrieg bis in die Gegenwart
1943 übertrug die Gauleitung das Schloss der Stadt Waidhofen.
Generaloberst Lothar Rendulic, Oberbefehlshaber der Heeresgruppe Süd und der Heeresgruppe Ostmark hatte sein letztes Hauptquartier im Schloss Waidhofen. Hier besprach er mit amerikanischen Unterhändlern am 6. Mai 1945 die Bedingungen des Waffenstillstandes, am 7. Mai fand in Steyr mit dem Oberbefehlshaber der dritten amerikanischen Armee die Unterzeichnung der Kapitulation der Heeresgruppe Süd statt. Am nächsten Tag verließ Rendulic das Schloss endgültig und begab sich mit seinem Stab in amerikanische Kriegsgefangenschaft.
In den ersten Wochen nach dem Kriegsende wurde das Schloss durch Plünderungen der Bevölkerung schwer in Mitleidenschaft gezogen und war danach mehrere Jahre lang von der sowjetischen Besatzungsmacht beschlagnahmt, wodurch schließlich die Inneneinrichtung vollkommen zerstört wurde. Noch dazu stürzte 1946 ein Teil des Schlossturmes auf das Dach des Hauptgebäudes. Schließlich wurde es wieder seinem rechtmäßigen Eigentümer, Louis Rothschild, überlassen, der es aber gegen die Zusage, die Pensionen seiner ehemaligen Bediensteten zu übernehmen, dem österreichischen Staat schenkte.

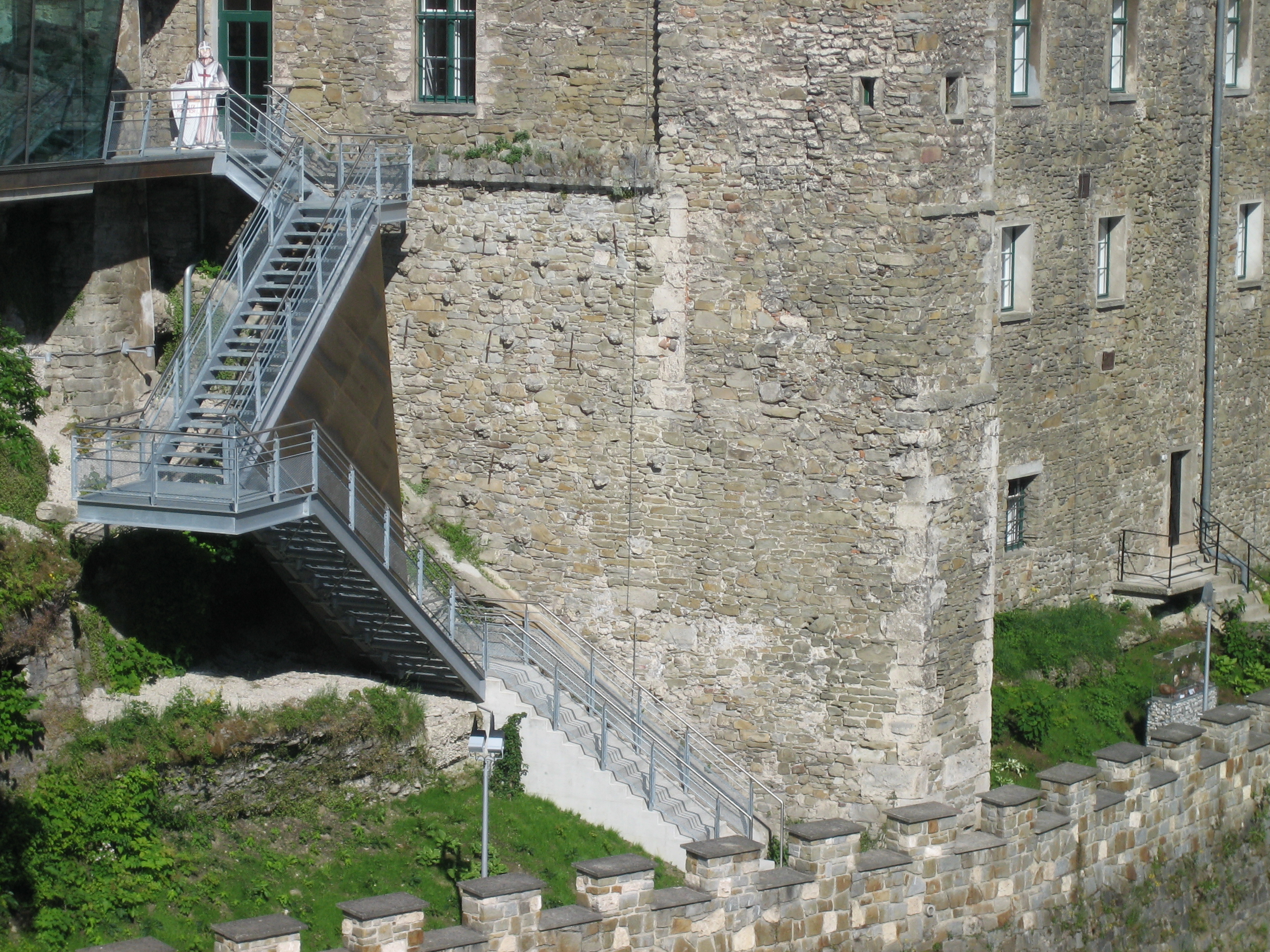
Der älteste erhaltene Gebäudeteil ist diese Mauer im Kellergeschoß des herrschaftlichen Wohngebäudes

Im generalsanierten Schloss wurde ab 1949 eine der drei österreichischen Bundesförsterschulen eingerichtet.
Seit 1953 finden im Innenhof die beliebten Schlosshofspiele der Volksbühne Waidhofen statt.
Im Zuge einer Schulreform wurde hier 1974/75 die einzige Forstwartschule Österreichs errichtet.
Im Jahre 2002 verkaufte man das Schloss an die Stadt Waidhofen, um es kulturellen und touristischen Zwecken zuzuführen, die Schule wurde in ein Ersatzquartier verlegt. Seit dieser Zeit wird nun auch zunehmend wieder der alte Name „Schloss Rothschild“ verwendet, um das Schloss Waidhofen eindeutig vom gegenüberliegenden Hotel und Veranstaltungszentrum „Schloss an der Eisenstrasse“ abzugrenzen.
Für die von 2006 bis 2007 in Rekordtempo durchgeführte Adaptation des Schlosses wurde der bekannte österreichische Architekt Hans Hollein (z. B.: Umgestaltung des Haas-Hauses und Errichtung des Flugdaches vor der Albertina, beide in Wien) gewonnen. Neben der völligen Neugestaltung des Inneren wurde mittels mehrerer, sich von der historischen Bausubstanz durch Verwendung der Materialien Glas und Metall deutlich abhebender Eingriffe eine beachtete, in der Waidhofner Bevölkerung aber äußerst umstrittene Neuinterpretation des Schlossgebäudes erreicht. Durch die 2007 im Schloss beherbergte Landesausstellung fand dieser Konflikt österreichweite Beachtung und wurde auch zum wichtigsten Wahlkampfthema bei der Gemeinderatswahl im März 2007.
Die niederösterreichische Landesausstellung 2007 fand unter dem Titel „Feuer & Erde“ an zwei Orten im Mostviertel statt: Im Schloss Rothschild Waidhofen an der Ybbs, welches die Eisenstraße repräsentierte, wurde das Element „Feuer“ kulturgeschichtlich von der Mythologie bis zur modernen Kunst dargestellt. Auch verschiedene physikalische und technische und Aspekte fanden Beachtung. Im Schloss St. Peter in der Au ging es, der dortigen Moststraße entsprechend, um das Element „Erde“. An beiden Veranstaltungsorten gemeinsam wurden 401.000 Besucher gezählt.
Nach einer weiteren Adaptierung im Winter 2007/08 dient das Schloss nun verschiedenen Zwecken der Stadt Waidhofen: Es beherbergt das stadtgeschichtliche „5e-Museum“, das Stadtarchiv, die Eisenstraßenbibliothek, die Bücherei, den Trauungssaal, einen multifunktionellen Veranstaltungssaal, Räume für Mittelalter-Events und die Touristeninformation.

## Sagen und Anekdoten um das Schloss Waidhofen

### Jagdhof des Burggrafen
Die traditionelle, aber unbelegte Deutung des Namens Waidhofen geht davon aus, dass Graf Konrad von Peilstein an der Stelle der Burg Waidhofen zuerst einen Jagdhof (Waidhof) errichtet habe, um im wildreichen Tale unterhalb seiner Residenz der Jagd ungestört nachgehen zu können.

### Der Tunnel nach Konradsheim
Hartnäckig hält sich in der Bevölkerung Waidhofens die Geschichte von der Existenz eines mittelalterlichen Verbindungsganges zwischen der nun verschwundenen Festung Konradsheim und der Burg in Waidhofen, zwischen denen eine Distanz von vier Kilometern bestand.

### Baronin von Rothschild und das Verlies
Als Baron Rothschild das Schloss Waidhofen, das er zu kaufen gedachte, gemeinsam mit seiner Gattin Bettina besichtigte, sei man auch in das Untergeschoß des Bergfrieds hinabgestiegen, wo sich ehemals das zweigeschoßige Verlies befunden hatte. Als die Baronin schließlich die Knochenreste verstorbener Gefangener erblickt habe, sei sie dermaßen erschrocken, dass fast der Kaufvertrag storniert worden sei. Schließlich habe man das Geschäft dadurch gerettet, dass man übereingekommen sei, die Untergeschoße des Turmes vollkommen zuzuschütten. Erst in den 1990er Jahren wurde versucht, das Untergeschoß des Turmes wieder auszugraben. Schließlich musste man allerdings aufgeben, da die gefährdete Statik des neugotischen Stiegenaufganges das Unternehmen zu kostspielig machte.